# Kabinet van Nationale Eenheid (Indonesië)
Het Kabinet van Nationale Eenheid (Indonesisch: Kabinet Persatuan Nasional) was een Indonesisch kabinet dat regeerde in de jaren 1999-2001, onder leiding van president Abdurrahman Wahid en vicepresident Megawati Soekarnoputri. Het kabinet was een regering van nationale eenheid in de zin dat er vertegenwoordigers van verschillende politieke partijen en het leger in waren opgenomen.
Het kabinet had te maken met allerlei problemen en Wahid probeerde meermaals zijn kabinet te redden door ministers te vervangen. De president zelf raakte betrokken bij het corruptieschandaal 'Buloggate'. Tijdens een extra zitting van het Raadgevend Volkscongres (MPR) in juli 2001 werd Wahid afgezet. Megawati werd gekozen als zijn opvolger, en zij vormde een maand later het Kabinet van Wederzijdse Hulp.

## Samenstelling

### President en vicepresident
| President         | President | Vicepresident | Vicepresident          |
| ----------------- | --------- | ------------- | ---------------------- |
| Abdurrahman Wahid |           |               | Megawati Soekarnoputri |

### Coördinerend ministers
| Nr. | Ministerspost | Minister                                                        | Minister                             | Partij |
| --- | --- | --------------------------------------------------------------- | ------------------------------------ | ------ |
| 1   | Coördinerend Minister voor Politieke en Veiligheidszaken (vanaf 26 augustus 2000 Coördinerend Minister voor Politieke, Sociale en Veiligheidszaken) |                                                                 | Wiranto (tot 15 februari 2000)       | Golkar |
| 1   | Coördinerend Minister voor Politieke en Veiligheidszaken (vanaf 26 augustus 2000 Coördinerend Minister voor Politieke, Sociale en Veiligheidszaken) | Soerjadi Soedirdja (van 15 februari tot 26 augustus 2000)       |                                      |        |
| 1   | Coördinerend Minister voor Politieke en Veiligheidszaken (vanaf 26 augustus 2000 Coördinerend Minister voor Politieke, Sociale en Veiligheidszaken) | Susilo Bambang Yudhoyono (van 26 augustus 2000 tot 1 juni 2001) |                                      |        |
| 1   | Coördinerend Minister voor Politieke en Veiligheidszaken (vanaf 26 augustus 2000 Coördinerend Minister voor Politieke, Sociale en Veiligheidszaken) | Agum Gumelar (vanaf 1 juni 2001)                                |                                      |        |
| 2   | Coördinerend Minister voor Economie, Financiën en Industrie                                                                                         |                                                                 | Kwik Kian Gie (tot 10 augustus 2000) | PDI-P  |
| 2   | Coördinerend Minister voor Economie, Financiën en Industrie                                                                                         | Rizal Ramli (van 26 augustus 2000 tot 12 juni 2001)             |                                      |        |
| 2   | Coördinerend Minister voor Economie, Financiën en Industrie                                                                                         | Burhanuddin Abdullah (vanaf 12 juni 2001)                       |                                      |        |
| 3   | Coördinerend Minister voor Volkswelvaart en Armoedebestrijding (ministerspost opgeheven op 26 augustus 2000)                                        |                                                                 | Hamzah Haz (tot 26 november 1999)    | PPP    |
| 3   | Coördinerend Minister voor Volkswelvaart en Armoedebestrijding (ministerspost opgeheven op 26 augustus 2000)                                        | Basri Hasanuddin (van 26 november 1999 tot 26 augustus 2000)    |                                      |        |

### Ministers
| Nr. | Ministerspost | Minister                                                       | Minister                                          | Partij |
| --- | --- | -------------------------------------------------------------- | ------------------------------------------------- | ------ |
| 4   | Minister van Binnenlandse Zaken (vanaf 26 augustus 2000 genaamd Minister van Binnenlandse Zaken en Regionale Economie)                         |                                                                | Soerjadi Soedirdja                                |        |
| 5   | Minister van Buitenlandse Zaken |                                                                | Alwi Shihab                                       | PKB    |
| 6   | Minister van Defensie |                                                                | Juwono Sudarsono (tot 26 augustus 2000)           |        |
| 6   | Minister van Defensie |                                                                | Mahfud MD (van 26 augustus 2000 tot 20 juli 2001) | PKB    |
| 6   | Minister van Defensie | Agum Gumelar (vanaf 20 juli 2001)                              |                                                   |        |
| 7   | Minister van Recht en Wetgeving (vanaf 26 augustus 2000 genaamd Minister van Justitie en Mensenrechten)                                        |                                                                | Yusril Ihza Mahendra (tot 7 februari 2001)        | PBB    |
| 7   | Minister van Recht en Wetgeving (vanaf 26 augustus 2000 genaamd Minister van Justitie en Mensenrechten)                                        | Baharuddin Lopa (van 9 februari tot 1 juni 2001)               |                                                   |        |
| 7   | Minister van Recht en Wetgeving (vanaf 26 augustus 2000 genaamd Minister van Justitie en Mensenrechten)                                        | Marsillam Simanjuntak (van 2 juni tot 20 juli 2001)            |                                                   |        |
| 7   | Minister van Recht en Wetgeving (vanaf 26 augustus 2000 genaamd Minister van Justitie en Mensenrechten)                                        |                                                                | Mahfud MD (vanaf 20 juli 2001)                    | PKB    |
| 8   | Minister van Financiën |                                                                | Bambang Sudibyo (tot 26 augustus 2000)            | PAN    |
| 8   | Minister van Financiën | Prijadi Praptosuhardjo (van 26 augustus 2000 tot 12 juni 2001) |                                                   |        |
| 8   | Minister van Financiën | Rizal Ramli (vanaf 12 juni 2001)                               |                                                   |        |
| 9   | Minister van Mijnbouw en Energie (vanaf 26 augustus 2000 genaamd Minister van Energie en Minerale Hulpbronnen)                                 |                                                                | Susilo Bambang Yudhoyono (tot 26 augustus 2000)   |        |
| 9   | Minister van Mijnbouw en Energie (vanaf 26 augustus 2000 genaamd Minister van Energie en Minerale Hulpbronnen)                                 | Purnomo Yusgiantoro (vanaf 26 augustus 2000)                   |                                                   |        |
| 10  | Minister van Industrie en Handel |                                                                | Jusuf Kalla (tot 26 april 2000)                   | Golkar |
| 10  | Minister van Industrie en Handel |                                                                | Luhut Binsar Panjaitan (vanaf 26 april 2000)      | Golkar |
| 11  | Minister van Landbouw (vanaf 26 augustus 2000 genaamd Minister van Landbouw en Bosbouw)                                                        |                                                                | Muhammad Prakosa (tot 26 augustus 2000)           | PDI-P  |
| 11  | Minister van Landbouw (vanaf 26 augustus 2000 genaamd Minister van Landbouw en Bosbouw)                                                        | Bungaran Saragih (vanaf 26 augustus 2000)                      |                                                   |        |
| 12  | Minister van Bos- en Tuinbouw (vanaf 26 augustus 2000 genaamd Onderminister van Bosbouw)                                                       |                                                                | Nur Mahmudi Ismail (tot 15 maart 2001)            | PK     |
| 12  | Minister van Bos- en Tuinbouw (vanaf 26 augustus 2000 genaamd Onderminister van Bosbouw)                                                       | Marzuki Usman (vanaf 15 maart 2001)                            |                                                   |        |
| 13  | Minister van Transport |                                                                | Agum Gumelar (tot 1 juni 2001)                    |        |
| 13  | Minister van Transport | Budhi Muliawan Suyitno (vanaf 1 juni 2001)                     |                                                   |        |
| 14  | Minister van Zeeverkenning (vanaf 26 augustus 2000 genaamd Minister van Maritieme Zaken en Visserij)                                           |                                                                | Sarwono Kusumaatmadja (tot 1 juni 2001)           |        |
| 14  | Minister van Zeeverkenning (vanaf 26 augustus 2000 genaamd Minister van Maritieme Zaken en Visserij)                                           |                                                                | Rokhmin Dahuri (vanaf 1 juni 2001)                | PDI-P  |
| 15  | Minister van Arbeid (vanaf 26 augustus 2000 genaamd Minister van Arbeid en Transmigratie)                                                      |                                                                | Bomer Pasaribu (tot 26 augustus 2000)             | Golkar |
| 15  | Minister van Arbeid (vanaf 26 augustus 2000 genaamd Minister van Arbeid en Transmigratie)                                                      | Al Hilal Hamdi (vanaf 26 augustus 2000)                        |                                                   |        |
| 16  | Minister van Gezondheid (vanaf 26 augustus 2000 genaamd Minister van Gezondheid en Sociale Welvaart)                                           |                                                                | Achmad Sujudi                                     |        |
| 17  | Minister van Nationaal Onderwijs |                                                                | Yahya Muhaimin                                    |        |
| 18  | Minister van Godsdienst |                                                                | Muhammad Tholchah Hasan                           | PKB    |
| 19  | Minister van Nederzettingen en Regionale Ontwikkeling (vanaf 26 augustus 2000 genaamd Minister van Nederzettingen en Regionale Infrastructuur) |                                                                | Erna Witoelar                                     |        |

### Ministers van staat
| Nr. | Ministerspost | Minister                                                | Minister                                        | Partij |
| --- | --- | ------------------------------------------------------- | ----------------------------------------------- | ------ |
| 20  | Minister van Staat voor Onderzoek en Technologie                                                                                                  |                                                         | Muhammad A.S. Hikam                             | PKB    |
| 21  | Minister van Staat voor Coöperaties en Kleine en Middelgrote Ondernemers                                                                          |                                                         | Zarkasih Nur                                    |        |
| 22  | Minister van Staat voor Milieu |                                                         | Alexander Sonny Keraf                           | PDI-P  |
| 23  | Minister van Staat voor Regionale Autonomie (taken overgeheveld naar Minister van Binnenlandse Zaken per 26 augustus 2000)                        |                                                         | Ryaas Rasyid (tot 26 augustus 2000)             |        |
| 24  | Minister van Staat voor Toerisme en Kunst (per 26 augustus 2000 genaamd Minister van Cultuur en Toerisme)                                         |                                                         | Hidayat Jaelani (tot 26 augustus 2000)          |        |
| 24  | Minister van Staat voor Toerisme en Kunst (per 26 augustus 2000 genaamd Minister van Cultuur en Toerisme)                                         | I Gede Ardhika (vanaf 26 augustus 2000)                 |                                                 |        |
| 25  | Minister van Staat voor Investeringen en Ontwikkeling van Staatsbedrijven (per 26 augustus 2000 opgeheven)                                        |                                                         | Laksamana Sukardi (tot 26 april 2000)           | PDI-P  |
| 25  | Minister van Staat voor Investeringen en Ontwikkeling van Staatsbedrijven (per 26 augustus 2000 opgeheven)                                        | Rozy Munir (van 26 april tot 26 augustus 2000)          |                                                 |        |
| 26  | Minister van Staat voor Jongeren en Sport (per 26 augustus 2000 opgeheven)                                                                        |                                                         | Mahadi Sinambela (tot 26 augustus 2000)         | Golkar |
| 27  | Minister van Staat voor Openbare Werken (per 26 augustus 2000 opgeheven)                                                                          |                                                         | Rozik Boedioro Soetjipto (tot 26 augustus 2000) |        |
| 28  | Minister van Staat voor Vrouwenemancipatie |                                                         | Khofifah Indar Parawansa                        | PKB    |
| 29  | Minister van Staat voor Mensenrechten (per 26 augustus 2000 opgeheven, taken overgeheveld naar Minister van Justitie en Mensenrechten)            |                                                         | Hasballah M. Saad (tot 26 augustus 2000)        | PAN    |
| 30  | Minister van Staat voor Transmigratie en Bevolking (per 26 augustus 2000 opgeheven, taken overgeheveld naar Minister van Arbeid en Transmigratie) |                                                         | Al Hilal Hamdi (tot 26 augustus 2000)           |        |
| 31  | Minister van Staat voor Benutting van het Staatsapparaat                                                                                          |                                                         | Freddy Numberi (tot 26 augustus 2000)           |        |
| 31  | Minister van Staat voor Benutting van het Staatsapparaat                                                                                          | Ryaas Rasyid (van 26 augustus 2000 tot 7 februari 2001) |                                                 |        |
| 31  | Minister van Staat voor Benutting van het Staatsapparaat                                                                                          | Marsillam Simanjuntak (van 7 februari tot 12 juni 2001) |                                                 |        |
| 31  | Minister van Staat voor Benutting van het Staatsapparaat                                                                                          | Anwar Supriyadi (vanaf 12 juni 2001)                    |                                                 |        |
| 32  | Minister van Staat voor Maatschappelijke Vraagstukken (per 26 augustus 2000 opgeheven)                                                            |                                                         | Anak Agung Gde Agung (tot 26 augustus 2000)     |        |

### Onderministers
| Nr. | Ministerspost                                                                                                   | Minister | Minister                                                 | Partij |
| --- | --- | -------- | -------------------------------------------------------- | ------ |
| 33  | Onderminister voor Versnelde Ontwikkeling van Oost-Indonesië (ingesteld per 26 augustus 2000)                   |          | Manuel Kaisiepo (vanaf 26 augustus 2000)                 |        |
| 34  | Onderminister voor Nationale Economische Hervorming (ingesteld per 26 augustus 2000, opgeheven per 1 juni 2001) |          | Cacuk Sudarijanto (van 26 augustus 2000 tot 1 juni 2001) |        |

### Beambten met de status van minister
| Nr. | Ministerspost                                  | Minister                                                   | Minister                                | Partij |
| --- | ---------------------------------------------- | ---------------------------------------------------------- | --------------------------------------- | ------ |
| 35  | Procureur-generaal                             |                                                            | Marzuki Darusman (tot 1 juni 2001)      |        |
| 35  | Procureur-generaal                             | Baharuddin Lopa (vanaf 1 juni 2001, overleden 3 juli 2001) |                                         |        |
| 35  | Procureur-generaal                             | Marsillam Simanjuntak (vanaf 10 juli 2001)                 |                                         |        |
| 36  | Commandant van het Indonesisch Nationaal Leger |                                                            | Widodo Adi Sutjipto                     |        |
| 37  | Staatssecretaris                               |                                                            | Alirahman (tot 15 februari 2000)        |        |
| 37  | Staatssecretaris                               | Bondan Gunawan (van 15 februari tot 29 mei 2000)           |                                         |        |
| 37  | Staatssecretaris                               | Djohan Effendi (vanaf 29 mei 2001)                         |                                         |        |
| 38  | Kabinetssecretaris                             |                                                            | Marsillam Simanjuntak (tot 5 juli 2001) |        |
| 38  | Kabinetssecretaris                             | Marzuki Darusman (vanaf 5 juli 2001)                       |                                         |        |